# Bazarak (distrikt)
Bazarak är ett distrikt i Afghanistan. Det ligger i provinsen Panjshir, i den nordöstra delen av landet. Administrativ huvudort är Bazarak.
Distriktet beräknades år 2022 ha cirka 22 000 invånare.